# Dante Alighieri (piroscafo)
Il Dante Alighieri era un piroscafo passeggeri, in servizio con questo nome per la Transatlantica Italiana dal 1915 al 1928. Successivamente prestò servizio in Giappone con il nome di Asahi Maru, prima come piroscafo passeggeri e poi come nave ospedale.

## Caratteristiche
Il Dante Alighieri era un piroscafo passeggeri di quasi 10 000 tonnellate di stazza. Lungo 146 metri e largo 18, era spinto da due eliche, ciascuna mossa da una motrice alternativa a quadruplice espansione, che gli permettevano di raggiungere una velocità di servizio di 16,5 nodi. 
Le sistemazioni per i passeggeri erano particolarmente curate: gli ambienti riservati alla prima classe, distribuiti sul ponte di passeggiata superiore a centro nave, comprendevano un salone da pranzo in stile Luigi XIV, una sala fumatori e una sala per la musica, anch'essa in stile Luigi XIV, oltre a cabine singole e doppie per un totale di 92 posti. Le sistemazioni di seconda classe, poste sul sottostante ponte casseri a centro nave, comprendevano un salone da pranzo e cabine per 126 posti complessivi. Novità assoluta introdotta sul Dante Alighieri e sul gemello Giuseppe Verdi era poi la presenza di un'ulteriore classe, intermedia tra la seconda e la terza, le cui sistemazioni erano poste nel cassero di poppa e comprendevano cabine da 4 o 6 posti per un totale di 136 persone e una sala da pranzo. Infine, sul ponte principale erano situati i dormitori per i passeggeri della terza classe, con 1700 posti in totale; la sala da pranzo di terza classe era ventilata con il sistema Thermotank fornito dall'omonima azienda.
Dal momento dell'entrata in servizio e fino all'introduzione da parte della concorrenza di unità nettamente più grandi, come il Giulio Cesare e il Conte Rosso, il Dante Alighieri e il gemello si affermarono come i migliori transatlantici tra quelli battenti bandiera italiana.

## Servizio

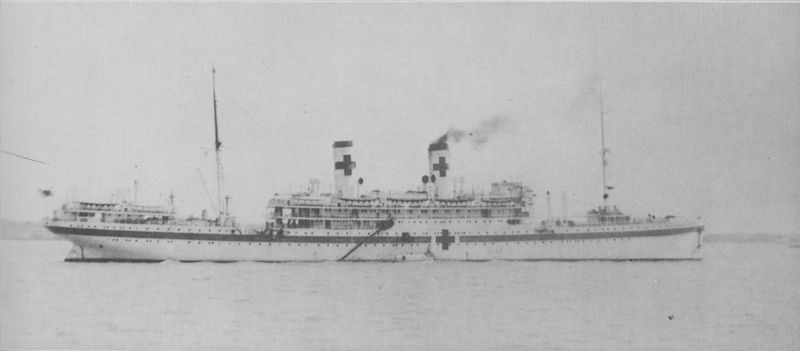
L'Asahi Maru in servizio come nave ospedale.

Il Dante Alighieri e il gemello Giuseppe Verdi furono ordinati nel 1913 al cantiere navale di Riva Trigoso dalla Ligure Brasiliana, la cui maggioranza era stata da poco acquisita dalla Hamburg-Amerika Linie. L'anno seguente, la compagnia di navigazione prese il nome di Transatlantica Italiana e il 28 settembre il Dante Alighieri fu varato; la madrina fu la moglie di Venceslao Carrara, presidente della società. Il piroscafo partì per il suo primo viaggio da Genova a New York il 10 febbraio 1915; fece in tempo ad effettuare alcuni viaggi prima dell'entrata dell'Italia nella prima guerra mondiale, in seguito alla quale il Dante Alighieri fu requisito dalla Regia Marina dal 1 al 19 dicembre 1915, per trasportare truppe da Taranto all'Albania. Nel 1916 il Dante Alighieri e il gemello Giuseppe Verdi effettuarono 12 viaggi sulla linea per New York, trasportando un totale di 2 813 passeggeri di prima e seconda classe e 17 123 emigranti.
Impiegato da aprile a novembre 1918 per il trasporto di truppe statunitensi, il Dante Alighieri tornò al servizio di linea nel luglio 1919, insieme al gemello Giuseppe Verdi. I due piroscafi si affermarono in questo periodo come i migliori tra quelli battenti bandiera italiana, ma furono presto scalzati dalle unità nettamente più grandi messe in servizio dalla concorrenza nei primi anni '20. Negli anni successivi la situazione economica della Transatlantica Italiana peggiorò gradualmente e nel 1924 la compagnia registrò un bilancio con un passivo di quasi 5 000 000 di lire. Nel 1926 la compagnia ridusse il numero di partenze delle proprie navi; il Dante Alighieri partì l'ultima volta da Genova per New York il 6 ottobre 1927 e nel gennaio dell'anno seguente fu venduto insieme al gemello alla giapponese Kinkai Yuen Kaisha, prendendo il nome di Asahi Maru. Il piroscafo fu messo in servizio tra Kōbe e Keelung (sull'Isola di Formosa). Vi rimase fino al 1937, quando, in seguito all'Incidente del ponte di Marco Polo, fu requisito dalla Marina imperiale giapponese per essere trasformato in nave ospedale, con posti per 120 pazienti; la conversione fu completata nell'agosto dello stesso anno e l'Asahi Maru partì per la Cina. L'Asahi Maru rimase in servizio come nave ospedale fino al 5 febbraio 1944, quando entrò in collisione con una petroliera e fu portato ad arenarsi su un basso fondale; nelle settimane seguenti lo scafo si danneggiò irreparabilmente e la nave fu abbandonata, venendo demolita nel 1949.

## Navi gemelle
- Giuseppe Verdi